# Hybolasius picitarsis
Hybolasius picitarsis es una especie de escarabajo longicornio del género Hybolasius, tribu Acanthocinini, subfamilia Lamiinae. Fue descrita científicamente por Broun en 1883.

## Descripción
Mide 4,5-5,5 milímetros de longitud.

## Distribución
Se distribuye por Nueva Zelanda.